# In My Rosary

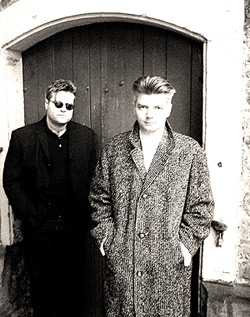
Dirk Lakomy und Ralf Jesek

In My Rosary ist ein Musikprojekt, das Ende 1991 von dem Sänger und Instrumentalisten Ralf Jesek und dem Liedtexter und Fotografen Dirk Lakomy in Karlsruhe gegründet wurde. 2011 wurde das Projekt aufgelöst. Jesek gründete daraufhin das Nachfolgeprojekt I-M-R. Dirk Lakomy widmet sich weiterhin seinem Musikprojekt Lakobeil zusammen mit Tobias Birkenbeil.

## Hintergrund
Ursprünglich als einmalige Zusammenarbeit geplant, konnten In My Rosary bereits mit ihrem 1993er Debüt „Those Silent Years“ weltweit auf sich aufmerksam machen und sind seither ein fester Bestandteil der internationalen Alternative- und Dark-Wave-Szene. Musikalisch beeinflusst vom melancholischen New Wave der 1980er Jahre, wurde das Projekt anfangs – aufgrund des Einsatzes von Akustikgitarren – gerne mit dem Etikett Neofolk behaftet, was bei Anhängern dieser Musikrichtung auch heute noch für gelegentliche Irritationen sorgt.
In My Rosary lassen sich musikalisch nicht auf einen bestimmten Genrebegriff reduzieren, sondern verwenden bewusst eine Vielzahl von Dark-Wave-Stilen um ihren ganz eigenen Sound zu kreieren. Die Spannbreite reicht dabei von Darkfolk über Cold Wave bis hin zu Electro-Pop-Elementen.
Anfänglich als reines Studioprojekt gedacht, traten In My Rosary 1997 erstmals auch live in Erscheinung. Unterstützt von Martin von Arndt absolvierte Ralf Jesek einen 40-minütigen Auftritt in Utrecht (Niederlande) und ist seither mit mehreren Gastmusikern europaweit unterwegs.
Nach 19 Jahren hatte die Kollaboration zwischen Ralf Jesek und Dirk Lakomy ihre kreative Grenze erreicht und wurde daher beendet.

## Trivia
- Von 1998 bis 2000 betrieben Ralf Jesek und Dirk Lakomy in Zusammenarbeit mit dem Kölner Label Dion Fortune Records ein eigenes Label namens Blisz Productions, auf welchem die Alben „Trishnä“ der italienischen Dark-Wave-Formation Theatre Of Loneliness und „Chamber Music For Those Absent“ von Printed at Bismarck’s Death veröffentlicht wurden. Nachdem Dion Fortune Records aufgrund der Geschäftspolitik ihres Vertriebspartners SPV zur Aufgabe gezwungen waren, musste zwangsläufig auch die Arbeit von Blisz Productions eingestellt werden.
- Von 1993 bis 2001 war Ralf Jesek auch als Musikjournalist für Zeitschriften wie Intro, Orkus, New Life, Neurostyle, Feedback oder Drowning News tätig.
- Dirk Lakomy hat bis heute drei Fotobücher (1996, 1999, 2001) veröffentlicht.
- 2002 wurde der Roman „Kein Problem“ von Ralf Jesek als E-Book veröffentlicht.
- 2003 riefen Dirk Lakomy (Texte) und Tobias Birkenbeil (Kompositionen) das Projekt Lakobeil ins Leben und produzierten, unterstützt von verschiedenen Gastsängern (unter anderem Martin von Arndt), das Album „Konzept: Unverbindlich“. Die Veröffentlichung des Albums erfolgte 2013 unter dem Titel „a concept in 2003“.
- Seit 2004 widmet sich Dirk Lakomy dem Schreiben von skurrilen Kurzhörspielen, die er privat mit Freunden produziert.
- 2007 mischte Ralf Jesek das Album „Destiny“ der russischen Dark-Wave-Band Stillife und ist bei einigen Liedern auch als Gitarrist und/oder Keyboarder zu hören.
- Für die Wiederveröffentlichung der Alben „Danse Macabre“ und „Burnt Orchids“ des britischen Musikers Paul Roland überarbeitete Ralf Jesek einige der alten Aufnahmen und spielte zum Teil zusätzliche Gitarren ein. Zudem unterstützte er Paul Roland auch live bei dessen Auftritt im März 2008 in Athen.

## Besetzung
- Ralf Jesek: Gesang, Instrumente, Musik, Texte, Produktion
- Dirk Lakomy: Texte, Artwork, Gesang

## Diskografie
In My Rosary (Ralf Jesek, Dirk Lakomy)
- 1992 – Black Friend (MC)
- 1993 – Esor (MC)
- 1993 – Flood (7 inch Vinyl)
- 1993 – Those Silent Years (EP CD)
- 1994 – Under the Mask of Stone (CD)
- 1995 – Strange EP (EP CD)
- 1996 – Farewell to Nothing (CD)
- 1997 – Against the Grain (CD)
- 1999 – A Collection of Fading Moments (CD)
- 2001 – First Exit (EP CD-R)
- 2002 – The Shades of Cats (CD)
- 2003 – The First Tape (CD-R)
- 2003 – Under the Mask of Stone [Re-release + Bonus] (CD)
- 2004 – Your World is a Flower (CD)
- 2004 – Greetings from the Past (CD)
- 2005 – Farewell to Nothing [Re-release + Bonus] (CD)
- 2007 – 15 (CD)
- 2008 – 15 [Russische Edition mit exklusiven Bonustracks] (CD)
- 2010 – Retro (CD)